# Batalla de Horseshoe Bend
La batalla de Horseshoe Bend (també coneguda com a Tohopeka, Cholocco Litabixbee o The Horseshoe), fou lliurada durant la Guerra de 1812 al centre d'Alabama. El 27 de març de 1814 les forces dels Estats Units i amerindis aliats sota el general Andrew Jackson derrotaren als Bastons Vermells, una fracció de la tribu índia creek que s'oposava a l'expansió dels Estats Units, posant fi de manera efectiva a la Guerra Creek.

## Antecedents
La batalla es considera com a part de la Guerra de 1812. Els indis creek de Geòrgia i Alabama s'havien dividit en dues faccions: els creeks superiors (o Bastons Vermells), una majoria que es va oposar a l'expansió nord-americana i del costat dels britànics i espanyols durant la guerra de 1812 i els baixos creek, que estaven més assimilats, tenia una relació més forta amb l'agent indi dels Estats Units Benjamin Hawkins, i van tractar de mantenir bones relacions amb els nord-americans.
Tecumseh (cabdill shawnee) visità els creek i altres pobles indígenes del Sud-est en 1811-1812 per talde reclutar guerrers que s'unissin a la seva guerra contra la invasió nord-americana. Els Bastons Vermells, els joves que volien reviure les pràctiques religioses i culturals tradicionals, ja s'estaven formant, resistint l'assimilació. Ells van començar a atacar els assentaments fronterers nord-americans. Quan els baixos creek ajudaren a les forces dels Estats Units a capturar i castigar els invasors principals, van ser castigats pels Bastons Vermells.
En 1813, les tropes de la milícia interceptaren una partida de Bastons Vermells quan tornava d'obtenir armes a Pensacola. Mentre saquejaven el material, els Bastons Vermells van tornar i els van derrotar, en el qual es va conèixer com la batalla de Burnt Corn. Les incursions dels Bastons Vermells en assentaments enemics van continuar, i l'agost de 1813 van atacar Fort Mims en represàlia per l'atac de Burnt Corn. Després de la massacre, els colons fronterers van reclamar ajuda al govern.
Mentre les forces federals eren ocupades en la guerra de 1812, Tennessee, Geòrgia i Alabama organitzaren milícies que foren dirigides pel coronel Andrew Jackson, juntament amb els aliats baixos creek i cherokees, per lluitar contra els Bastons Vermells. Jackson i les seves forces van guanyar la batalla de Horseshoe Bend en 1814.
Horseshoe Bend va ser la batalla més gran de la Guerra Creek, en el qual Andrew Jackson va tractar de "netejar" Alabama per a l'assentament americà. El coronel Jackson va enviar un exèrcit de milícies de Tennessee, que ell havia convertit en una força ben entrenada per a combatre. S'hi afegiren a les unitats de la milícia el 39è d'Infanteria dels Estats Units i al voltant de 600 cherokees, choctaws i baixos creeks lluitant contra els Bastons Vermells creek.
Després de sortir de Fort Williams a la primavera de 1814, l'exèrcit de Jackson es va obrir pas a través del bosc fins a 10 km del campament del cap dels Bastons Vermells Menawa de Tohopeka, prop d'un meandre del riu Tallapoosa, anomenat "Horseshoe Bend", al centre d'Alabama, 19 kilòmetres a l'est de l'actual Alexander City. Jackson envià al general John Coffee amb la infanteria muntada i els aliats indis al sud a través del riu per envoltar el campament dels Bastons Vermells, mentre que Jackson es va quedar amb la resta dels 2.000 d'infanteria al nord del campament.

## Batalla

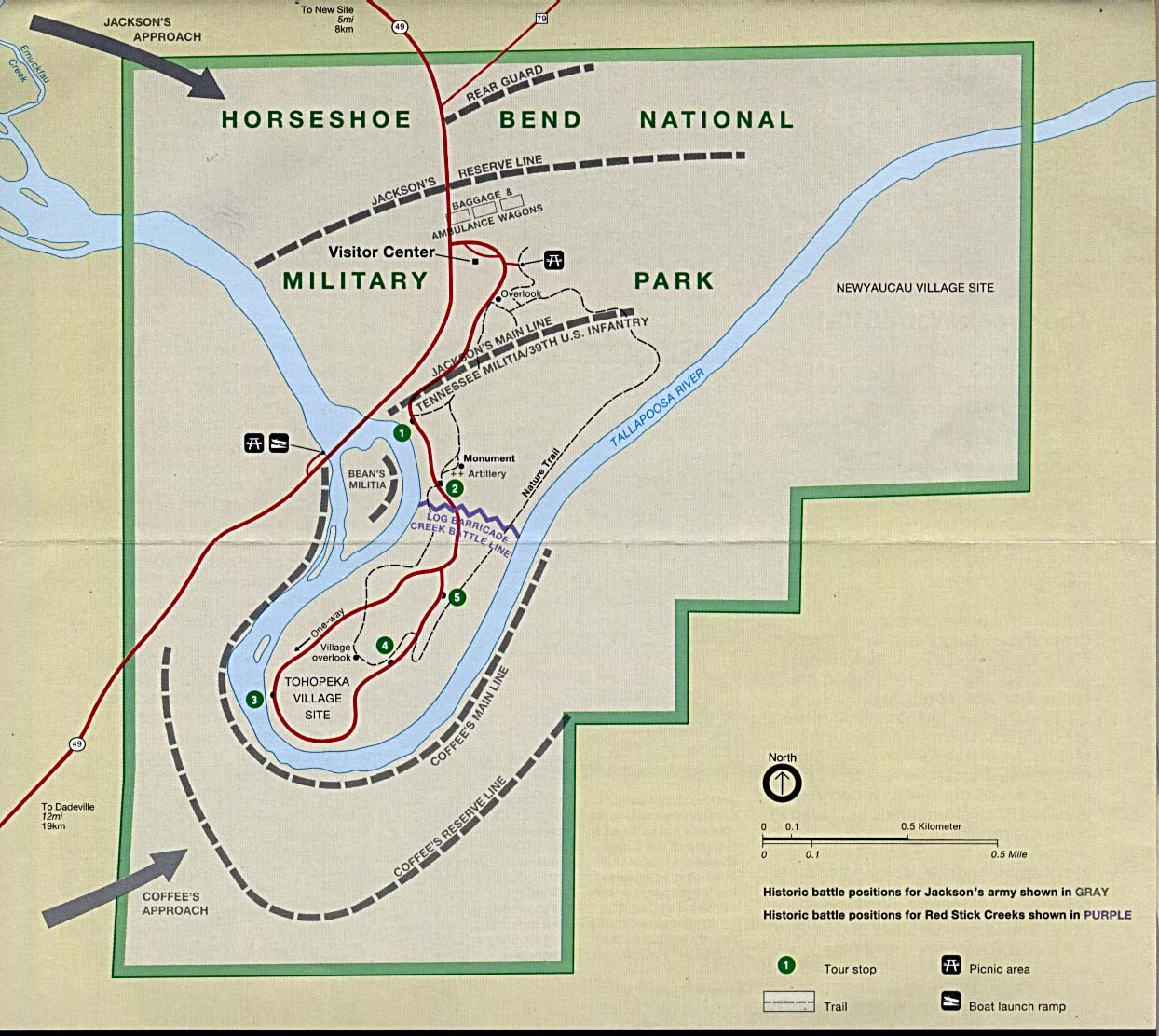
Posicions de batalla

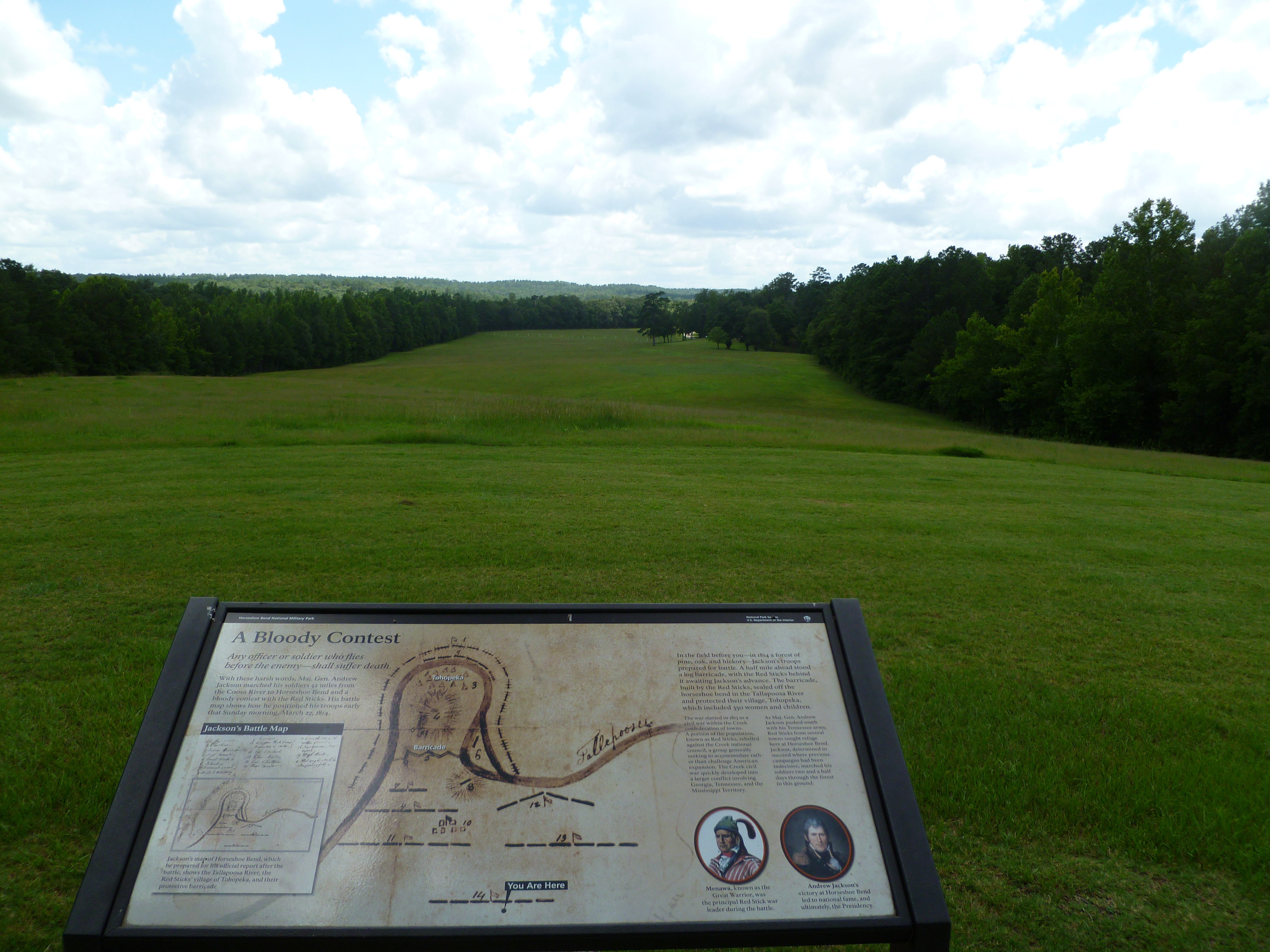
Camp de batalla de Horseshoe Bend

El 27 de març de 1814 el general Andrew Jackson va dirigir a les tropes formades per 2.600 soldats estatunidencs, 500 cherokees, i 100 baixos creeks aliats en un turó escarpat prop de Tohopeka, Alabama. Des d'aquest punt de vista, Jackson començaria el seu atac a una fortificació dels Bastons Vermells creek. A les 6:30 del matí, va dividir les seves tropes i envià uns 1.300 homes a travessar el riu Tallapoosa i envoltar la vila creek. Aleshores, a les 10:30 a.m., les tropes que quedaven amb Jackson començaren una descàrrega d'artilleria que consistia en dos canons disparant durant unes dues hores. Causaren pocs danys als Bastons Vermells o a les seves fortificacions de 400 iardes. De fet, Jackson quedà bastant impressionat amb les mesures que els Bastons Vermells van prendre per protegir la seva posició. Com va escriure més tard:
| « | És impossible concebre una situació més elegible per a la defensa de la que havien triat i l'habilitat que manifesten en el seu parapet era realment sorprenent. Es va estendre a través del punt en una direcció tal que una força que s'acostés estaria exposada a un doble foc, mentre que es posen completament segurs darrere d'ell. Hauria estat impossible haver rastellat amb canó per a qualsevol avantatge, encara que haguéssim tingut la possessió d'una de les extremitats. | » |

Aviat, Jackson ordenà una càrrega de baioneta. El 39è d'Infanteria dels EUA, dirigit pel coronel John Williams, carregà contra els parapets que defensaven el campament i van atrapar als Bastons Vermells en un combat cos a cos. Sam Houston (estadista i polític futur) va servir com a tercer tinent en l'exèrcit de Jackson. Houston va ser un dels primers a saltar la barricada viu i va rebre una ferida de fletxa creek que li va deixar seqüeles la resta de la seva vida.
Mentrestant, la resta de les tropes de Jackson, sota el comandament del general John Coffee, havien creuat amb èxit el riu i envoltat el campament. Es van unir a la batalla i va donar a Jackson un gran avantatge. Els guerrers creek es van negar a rendir-se, però, i la batalla es va perllongar durant més de cinc hores. Al final, més o menys 800 dels 1.000 guerrers Bastons Vermells presents en la batalla van morir. En canvi, Jackson va perdre menys de 50 homes durant la lluita i va informar de 154 ferits.
El cap Menawa va ser greument ferit però va sobreviure; va dur a prop de 200 dels originals 1.000 guerrers a través del riu a la seguretat entre la tribu seminola a la Florida espanyola.

## Resultats
El 9 d'agost de 1814, Andrew Jackson va obligar els creek a signar el Tractat de Fort Jackson. La Nació Creek es va veure obligada a cedir 93.000 km², la meitat d'Alabama central i part del sud de Geòrgia, al govern dels Estats Units. Aquest territori també inclou terres dels baixos creek, que havien estat aliats dels Estats Units. Jackson va determinar les àrees en el seu sentit de les necessitats de seguretat. D'aquests 93.000 km² va obligar a cedir 7.700 km² als cherokees que havien lluitat com a aliats dels Estats Units. Jackson va rebre els galons de general com a agraïment pel tractat.
És molt probable que aquesta victòria, juntament amb la de la batalla de Nova Orleans, va contribuir en gran manera a la reputació nacional favorable de Jackson i la seva popularitat. Era un fet que era ben conegut quan es va postular amb èxit per president en 1828.
El camp de batalla es conserva al Parc Militar Nacional de Horseshoe Bend.
Dos batallons actius actualment en l'Exèrcit Regular (Batallons segon i tercer del 7è Regiment d'Infanteria) perpetuen el llinatge de l'antic 39è Regiment d'Infanteria, que va lluitar en la batalla de Horseshoe Bend.

## En la ficció
Eric Flint ha escrit una sèrie de novel·les històriques alternatives, Trail of Glory, que comencen amb la Batalla de Horseshoe Bend. En la versió de Flint, Houston queda ferit lleument en la batalla. Ell és ascendit a capità per Jackson i enviat a Washington per ajudar a negociar una solució pacífica entre els Estats Units i els cherokees, creeks i altres tribus del sud-est. Arriba a Washington poc després de la batalla de Bladensburg, on va dirigir les tropes derrotades dels Estats Units i organitza temporers negres en una força d'artilleria ad-hoc per defensar amb èxit l'edifici del Capitoli i prevenir als britànics de la crema de Washington.